# 上須戒村
上須戒村（かみすがいむら）は、愛媛県喜多郡にあった村。現在の大洲市上須戒にあたる。

## 地理
- 山岳：牛の峰、出石山、高山寺山
- 河川：上須戒川

## 歴史
- 1889年（明治22年）12月15日 - 町村制の施行により、近世以来の上須戒村が単独で自治体を形成。
- 1954年（昭和29年）9月1日 - 大洲町・平野村・南久米村・菅田村・大川村・柳沢村・新谷村・三善村・粟津村と合併して大洲市が発足。同日上須戒村廃止。